# Thiruverumbur
Thiruverumbur é uma panchayat (vila) no distrito de Tiruchirappalli, no estado indiano de Tamil Nadu.

## Demografia
Segundo o censo de 2001,  Thiruverumbur  tinha uma população de 16,835 habitantes. Os indivíduos do sexo masculino constituem 50% da população e os do sexo feminino 50%. Thiruverumbur tem uma taxa de literacia de 78%, superior à média nacional de 59.5%: a literacia no sexo masculino é de 84% e no sexo feminino é de 72%. Em Thiruverumbur, 11% da população está abaixo dos 6 anos de idade.